# Monumento Nacional de Forte Frederica

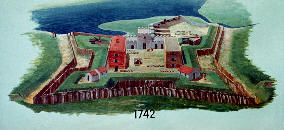
Reprodução histórica do Forte Frederica

O Monumento Nacional de Forte Frederica é uma área de preservação da região onde antes ficava o Forte Frederica, em St. Simons (Geórgia). Este forte foi construído por James Edward Oglethorpe, para a defesa do território da Geórgia contra os espanhóis, entre 1736 e 1748. Seu nome foi uma homenagem a Frederico, Príncipe de Gales, mas foi colocado no feminino para diferenciá-lo do Forte Frederico, situado em Port Royal (Carolina do Sul), nomeado assim pelo mesmo motivo.

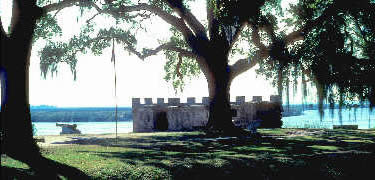
O Forte Frederica nos dias atuais

Este forte foi utilizado na defesa da região britânica por diversas vezes, como em 1742, durante a batalha de Bloody Marsh, quando as forças espanholas foram repelidas por Oglethorpe. Em 1749, após a chamada guerra da orelha de Jenkins, quando as forças espanholas já não mais ameaçavam a região, as tropas de guarda foram dissolvidas. A cidade caiu em decadência econômica em 1755, sendo abandonada na maior parte. A cidade sobreviveu a um incêndio em 1758, mas resistiu por apenas mais alguns anos.
Tornou-se um monumento nacional em 26 de maio de 1936 e atualmente está aberto a visitações. 